# Preply (компания)
Preply (рус. Препли) — международная образовательная онлайн платформа, которая позволяет найти репетиторов для дистанционного обучения. Preply предоставляет возможность найти репетиторов более чем 50 языков мира, а также преподавателей математики, биологии, химии, физики и т.д. Платформа использует собственные алгоритмы ранжирования и классификации репетиторов, которые используют машинное обучение. 

## История
Компания Preply создана в 2012 году Кириллом Бигаем, Сергеем Лукьяновым и Дмитрием Волошиным. На ранних стадиях развития, платформа была ориентирована на рынок США (основатели на тот момент находились в Бостоне).
Для улучшения платформы и ее продвижения требовалось около $2 млн инвестиций на последующие 1,5 — 2 года. Основатели приняли решение снизить затраты и вернуться в Киев.
В 2012 году через акселератор EastLabs, команда нашла инвесторов в США, которые инвестировали в компанию 175 тысяч долларов.
В 2013 году платформа была перезапущена и переориентировалась на рынок Украины. Позже Preply полностью вышла на рынок Украины, Белоруссии, Казахстана и РФ. 
Preply была запущена как платформа для поиска репетиторов по английскому языку. В 2014 году на платформе появился поиск репетиторов по 11 популярным языкам. 
В 2015 году команда провела 3 месяца в европейском подразделении американского инкубатора Techstars в Берлине. По условиям программы, инкубатор получил 6% компании и предоставил 120 тысяч долларов инвестиций.
С 2015 по 2016 Preply вышла на рынки Польши, Бразилии, Великобритании, Германии и Испании.
В 2016 году компания получила 1,3 млн. долларов посевных инвестиций от ряда польских инвесторов, фондов и венчурных компаний.
В 2017 году компания прошла отбор в южнокорейский инкубатор K-Startup Grand Challenge (KSGC).
В 2018 году Preply привлекла 4 млн долларов. Основным инвестором выступил берлинский венчурный фонд Point Nine Capital. Также в раунде приняли участие такие инвесторы как Артур Костень (Booking.com), RTAVentures VC (Польша), Мариуш Гралевски (DocPlanner, Польша), Пшемыслав Гацек (Grupa Pracuj, Польша), Diligent Capital Partners (Украина) и SMRK (Украина). 
В 2019 Preply открыла офис в Барселоне.
С началом пандемии Covid-19 количество клиентов Preply выросло в среднем по одной стране в 2 раза. 
В марте 2020 года платформе Preply удалось привлечь 10 млн долларов инвестиций. Среди инвесторов были лондонский венчурный фонд Hoxton Ventures, немецкий венчурный фонд Point Nine Capital, бизнес ангелы — бывший главный маркетинговый директор Booking.com Артур Костень, основатель Couchsurfing Даниэль Хоффер и другие. 
В 2021 году компания привлекла 35 млн долларов. Среди инвесторов — Owl Ventures и Full In Partners, Point Nine Capital, Hoxton Ventures, EduCapital, All Iron, Diligent Capital и Evli Growth Partners, бизнес ангелы: соучредитель и гендиректор Delivery Hero Никлас Остберг, соучредитель Booking.com Артур Костен, соучредитель Unity Technologies Дэвид Хелгасон, соучредитель Grupa Pracuj Пшемыслав Гацек.
На сегодняшний день более ста тысяч человек из более 180 стран мира используют Preply ежедневно. С платформой работают 45 000 преподавателей из 160 стран. Preply дает возможность выбрать для изучения репетиторов более 50 языков.
Сервис не доступен для России и Белоруссии.

## Функционал
На платформе Preply преподаватели распределены по предметам и странам. В профиле каждого указаны биография, образование, места работы. Чтобы связаться с репетитором необходимо написать сообщение. Репетитор отвечает клиенту напрямую, без посредников. После получения подтверждения от репетитора, клиент оплачивает занятие и получает контактные данные репетитора. С репетиторами можно заниматься в режиме защищенной видеоконференции на платформе Preply, которая имеет мобильное приложение.
На платформе размещен блог, на котором находятся образовательные материалы по изучению английского, немецкого, французского и других языков. Также есть Q&A платформа, где зарегистрированные студенты могут задавать вопросы и получать ответы от репетиторов. 
Помимо иностранных языков Preply предлагает изучение математики, биологии, химии, рисования.

## Награды
В 2012 году на конференции IDCEE компания была названа одним с самых перспективных украинских стартапов.
В апреле 2015, Preply получил приз зрительских симпатий на турнире для стартапов iHub Ring #2.
Компания заняла восьмое место в рейтинге журнала Forbes “30 лучших стартапов”.